# Paul Kruger
Stephanus Johannes Paul Kruger (fazenda Bulhoek, Colônia do Cabo, 10 de outubro de 1825 — Clarens, Vaud, 14 de julho de 1904), também conhecido como Oom Paul (em africâner "Tio Paul") foi presidente da República Sul-Africana (informalmente chamada República do Transvaal) e líder da resistência bôer contra o domínio britânico na África do Sul. Segundo a tradição, ele recebeu o apelido de Mamelodi'a Tshwane (Tswana significa "assobiador do rio Apies"), dado pelos habitantes de Tshwane, por sua habilidade de assobiar e imitar o som dos pássaros.

## Vida
De família originária da Prússia, nasceu na atual província do Cabo Oriental, mas há controvérsias quanto ao local exato. Pode ter sido a fazenda Bulhoek, de seu avô materno, ou a fazenda Vaalbank. Kruger só recebeu educação formal por três meses. Em 1836, seu pai, Casper Kruger, uniu-se a Hendrik Potgieter no Great Trek ("a grande caminhada"), empreendida por um grupo de migrantes africâners em direção ao interior do continente.
Em 1838, os colonos atravessaram o rio Vaal e se estabeleceram na região conhecida hoje como Potchefstroom. O pai de Kruger decidiu então se estabelecer definitivamente no distrito conhecido como Rustenburg. Aos dezesseis anos de idade, Paul foi incumbido de escolher uma fazenda para ele na base da cadeia de montanhas de Magaliesberg, onde se estabeleceu em 1841.
No ano seguinte, ele se casou com Maria du Plessis, e o jovem casal acompanhou o pai de Kruger quando este se mudou temporariamente para o Transvaal Oriental. Após o retorno da família a Rustenburg, du Plessis e seu filho recém-nascido morreram, provavelmente de malária. Ele então se casou com Gezina du Plessis, prima de sua mulher, que seria sua companheira e confidente até morrer, em 1901.

## Liderança
Kruger tinha uma facilidade em liderar, logo se tornou Comandante-Geral da República Sul-Africana. Foi escolhido como membro da comissão de Volksraad, o parlamento republicano que escreveria a constituição. As pessoas começaram a notá-lo, principalmente quando Kruger acabou com os desentendimentos entre o líder do Transvaal, Stephanus Schoeman, e Marthinus Wessel Pretorius.
Em 1873, Kruger deixou o Comando-Geral, e por um tempo deixou o poder de lado voltando para a sua fazenda, Boekenhoutfontein. Apesar disso, em 1874 ele foi eleito para o Conselho Executivo e logo após se tornou Vice-presidente do Transvaal.
Seguindo a anexação do Transvaal pelos britânicos em 1877, Kruger se tornou líder do movimento de resistência. No mesmo ano, ele visitou o Reino Unido pela primeira vez como deputado.
Na Primeira Guerra dos Bôeres, também conhecida como "Guerra de Independência", iniciada em 1880, Paul desempenhou um papel fundamental quando — após serem derrotados na decisiva batalha de Majuba em 1881 — os britânicos tiveram de negociar, o que levou a restauração da independência do Transvaal.
Em 30 de outubro de 1880, aos 55 anos de idade, Kruger foi eleito Presidente do Transvaal. Um de seus primeiros atos foi a revisão da Convenção de Pretória em 1881, acordo entre bôeres e britânicos que finalizava a Primeira Guerra dos Bôeres. Por conta disso, foi novamente ao Reino Unido em 1883 para negociar com o Lorde Derby. Kruger e sua comitiva também visitaram outros países europeus, onde foram recebidos com triunfo, como Alemanha, Bélgica, Países Baixos, França e Espanha. Na Alemanha, Kruger compareceu a um banquete real onde foi apresentado ao Imperador Guilherme I, e teve uma audiência com Bismarck.
No Transvaal, as coisas mudaram rapidamente após a descoberta de ouro no Witwatersrand. A descoberta atiçou as disputas entre os estrangeiros e bôeres (donos das terras), causando a queda da República. Acredita-se que Kruger previu o que estaria por vir, pois declarou que ao invés de se aproveitarem da descoberta, eles deveriam chorar já que isso "afundaria nossa terra num mar de sangue".
Entre 29 de dezembro de 1895 e 2 de janeiro de 1896, o britânico Leander Starr Jameson reuniu policiais da Rodésia e da Bechuanalândia e liderou uma incursão (que ficou conhecida como Jameson Raid) à República do Transvaal, com o intento de provocar uma revolta dos trabalhadores expatriados (Uitlanders), principalmente britânicos, no Transvaal. Esperava assim provocar a queda o governo bôer e, em seguida, anexar o território ao domínio colonial britânico. Mas, afinal, a incursão não conseguiu provocar nenhuma revolta, e Jameson foi forçado a se render, tendo sido levado a Pretória e entregue às tropas britânicas. No entanto, a tresloucada iniciativa de Jameson viria a contribuir para o início da Segunda Guerra dos Bôeres e da Segunda Guerra Matabele.
Em 1898, Kruger foi eleito Presidente pela quarta e última vez.

## Exílio e morte
Em 11 de outubro de 1899, a Segunda Guerra dos Bôeres estourou. Em 7 de maio do ano seguinte, Kruger participou da última sessão no Volksraad ("conselho do povo" ) e deixou Pretória em 29 de maio. Por várias semanas, ficou escondido - ora em uma casa em Waterval Onder, ora em um vagão de trem em Machadodorp, no Transvaal Oriental (atual província de Mpumalanga). Em outubro, ele deixou a África do Sul no navio de guerra De Gelderland, que fora enviado pela rainha Guilhermina dos Países Baixos a Lourenço Marques (atual Maputo). Sua esposa, doente, não pôde viajar permanecendo no país, onde morreu em 20 de julho de 1901.
Kruger foi para Marselha e ficou por um tempo nos Países Baixos, antes de se mudar para Clarens, na Suíça, onde morreu a 14 de julho de 1904. Seu corpo foi enterrado em 16 de dezembro de 1904 no cemitério da Church Street, em Pretória.

## Legado
Sua antiga residência em Pretória é agora o Museu Kruger House.
O Parque Nacional Kruger tem esse nome em sua homenagem, assim como a moeda Krugerrand, que traz o seu busto em uma das faces.